# Sägebock-Projektion

Beispiel (2S,3S)-Butandiol: Zwei verschiedene Präsentationen der Sägebockprojektion.

Beispiel (2S,3S)-Butandiol: Zwei verschiedene Präsentationen der Keilstrichformel.

Die Sägebock-Projektion (englisch Sawhorse projection) ist eine von mehreren Möglichkeiten, ein Molekül als dreidimensionales Gebilde zweidimensional darzustellen. Dabei wird die räumliche Anordnung einer Bindung zweier benachbarter Kohlenstoffatome perspektivisch in Form eines Sägebocks dargestellt.
Die Bindung zwischen den beiden Atomen wird durch eine diagonale Linie dargestellt, die linke obere Ecke liegt dabei gedacht näher am Betrachter und das rechte untere Ende weiter vom Betrachter weg oder umgekehrt. Die Sägebock-Projektion versucht, die relative räumliche Stellungen von Gruppen innerhalb eines Moleküls zu verdeutlichen. Sie wird neben der Beschreibung der Konformation eines Moleküls auch genutzt, um den sterischen Verlauf von Additions- und Eliminationsreaktionen nachzuvollziehen.

## Andere Präsentationsweisen
- Fischer-Projektion
- Keil-Strich-Schreibweise
- Newman-Projektion
- Haworth-Formel